# مدرسة بريزاد
مدرسة بريزاد هي مدرسة تاريخية تعود إلى الدولة التيمورية، وتقع في مشهد.